# 네기달인
네기달인(러시아어: Негидальцы)은 러시아 하바롭스크 지방의 암군강과 아무르강 유역에 거주하는 북부 퉁구스계의 소수민족이다. '네기달'이라는 이름은 에벤키어로 '해안가 사람들'을 의미하는 ngegida에서 온 말이다. 본래 에벤키족에서 유래한 것으로 추정되며, 하바롭스크 지역에서 니브흐족, 나나이족, 울치족과 혼혈되며 민족이 형성되었다. 이들의 언어인 네기달어도 에벤키어와 아주 가깝다.
2021년 기준 러시아에는 481명이 거주하며, 2001년 기준 우크라이나에는 52명이 거주한다.

## 같이 보기
- 네기달어